# Zwölferkopf (Falkensteinkamm, deutscher Name)
Der Zwölferkopf ist ein 1287 m ü. NHN hoher Nebengipfel des Salobers in den Allgäuer Alpen. Er liegt an der bayerisch-tiroler Grenze bei Pfronten und Vils.

## Lage und Landschaft
Der Gipfel befindet sich im Falkensteinkamm als Teils des Zirmgrats am Nordrand der Allgäuer Alpen. Er liegt südwestlich vom Weißensee im Füssener Gemeindegebiet, und nordwestlich der Stadt Vils.

## Zum Namen
Der Gipfel wird in der bayerischen Amtlichen Topographischen Karte (ATK25) als Zwölferkopf geführt. In der Österreichischen Karte (ÖK50) ist der Gipfel unbenannt, und der Zwölferkopf ist der Gipfel Kote 1293 500 Meter östlich, der bayerischerseits Salober genannt wird, in älteren österreichischen Karten Zirmgrat. Es liegt eine Verschiebung der Gipfelnamen von beiden Seiten vor: Der Grat bildete ursprünglich die Grenze der Herrschaft Vils, die Saloberalpe, die noch weiter östlich über Vils liegt, gehörte lange als Voralpe zur Stadt Füssen.
Der Name Zwölfer bezieht sich wohl auf den Ort Roßmoos, zu dem er Mittag anzeigt. Westlich liegt noch der Einerkopf (1280 m), dessen Lage vermuten lässt, dass der Salober der eigentliche Zwölferkopf ist.

## Wege
Der Gipfel kann leicht als Abstecher vom Weg von der Ruine Falkenstein zum Alatsee bestiegen werden. Dieser Weg ist ein Teil der Via Alpina (Triest–Monaco, Violetter Weg Slowenien–Vorarlberg, Etappe A63 Füssen–Pfronten).